# Храбрых сердцем не сломить
«Храбрых сердцем не сломить» (другие названия — «Храбрые не отчаиваются», «Дикие сердца никогда не сдаются», «Отважные сердца не разбиваются»; англ. Wild Hearts Can't Be Broken) — кинофильм.

## Сюжет
Сонора — девочка-сирота, которая живёт вместе со своей тётей во время Великой Депрессии. Когда тётя сообщает, что из-за финансовых трудностей семьи и собственного поведения Сонора отправится в сиротский приют, та сбегает из дома.
На ярмарке Сонора видит выступление Ныряющей Девочки (Мэри), которая прыгает на лошади в водоём. Сонора заявляет организатору выступления доктору Карверу, что она будет его новой Ныряющей Девочкой.

## В ролях
- Габриэль Анвар — Сонора Уэбстер
- Майкл Шоффлинг — Эл Карвер
- Клифф Робертсон — Док Карвер
- Дилан Кассман — Клиффорд
- Кэтлин Йорк — Мэри
- Френк Рензулли — Мистер Слэйтер